# Sciapus subnotatus
Sciapus subnotatus är en tvåvingeart som först beskrevs av Walker 1857.  Sciapus subnotatus ingår i släktet Sciapus och familjen styltflugor. Inga underarter finns listade i Catalogue of Life.